# Liste der Nummer-eins-Country-Hits in den USA (1949)
Dies ist eine Liste der Nummer-eins-Hits in den von Billboard ermittelten Most Played Juke Box Folk Records (Hillbillies, Spirituals, Cowboy Songs, Etc.) und Best Selling Retail Folk Records in den USA im Jahr 1949. Zusätzlich wurden ab dem 10. Dezember 1949 wöchentlich die Country & Western Records Most Played By Folk Disk Jockeys erhoben, die auf Grundlage der Abspielzahlen von über 400 führenden Discjockeys aus dem Country-/Westerngenre berechnet wurden.  Diese Charts gelten als Vorgänger der 1958 eingeführten Hot Country Songs. In diesem Jahr gab es vierzehn Nummer-eins-Songs.

## Most Played Juke Box Folk Records
| ← 1948 ← | Liste der Nummer-eins-Country-Hits in den USA | Liste der Nummer-eins-Country-Hits in den USA       | Liste der Nummer-eins-Country-Hits in den USA                                                            | 1950 →                    |
| \| Zeitraum \| Wo. ges. \| Interpret \| Titel Autor(en) \| Zusätzliche Informationen \| \| (Zeitraum, Wochen auf Platz eins, Interpret, Titel, Autor[en], zusätzliche Informationen) \| \| \| \| \| \| ----------------------------------------------------------------------------------------- \| -------- \| --------------------------------------------------- \| ------------------------------------------------------------------------------------------------------------ \| ------------------------- \| \| 1. Januar 1949 – 7. Januar 1949 1 Woche (insgesamt 5) \| 5 \| Jimmy Wakely \| One Has My Name (The Other Has My Heart)[2] Eddie Dean, Hal Blair, Dearest Dan \| - \| \| 8. Januar 1949 – 14. Januar 1949 1 Woche (insgesamt 7) \| 7 \| Eddy Arnold & His Tennessee Plowboys \| Just a Little Lovin' (Will Go a Long Way)[3] Eddy Arnold, Zeke Clements \| - \| \| 15. Januar 1949 – 21. Januar 1949 1 Woche (insgesamt 6) \| 6 \| Jimmy Wakely \| One Has My Name (The Other Has My Heart) Eddie Dean, Hal Blair, Dearest Dan \| - \| \| 22. Januar 1949 – 28. Januar 1949 1 Woche (insgesamt 1) \| 1 \| Jimmy Wakely \| I Love You So Much It Hurts[4] Floyd Tillman \| - \| \| 29. Januar 1949 – 4. Februar 1949 1 Woche (insgesamt 7) \| 7 \| Jimmy Wakely \| One Has My Name (The Other Has My Heart) Eddie Dean, Hal Blair, Dearest Dan \| - \| \| 5. Februar 1949 – 18. Februar 1949 2 Wochen (insgesamt 3) \| 3 \| Jimmy Wakely \| I Love You So Much It Hurts Floyd Tillman \| - \| \| 19. Februar 1949 – 25. Februar 1949 1 Woche (insgesamt 18) \| 18 \| Eddy Arnold & His Tennessee Plowboys \| Bouquet of Roses[5] Steve Nelson, Bob Hilliard \| - \| \| 26. Februar 1949 – 4. März 1949 1 Woche (insgesamt 4) \| 4 \| Jimmy Wakely \| I Love You So Much It Hurts Floyd Tillman \| - \| \| 5. März 1949 – 11. März 1949 1 Woche (insgesamt 1) \| 1 \| Eddy Arnold & His Tennessee Plowboys \| Don't Rob Another Man's Castle[6] Jenny Lou Carson \| - \| \| 12. März 1949 – 18. März 1949 1 Woche (insgesamt 5) \| 5 \| Jimmy Wakely \| I Love You So Much It Hurts Floyd Tillman \| - \| \| 19. März 1949 – 25. März 1949 1 Woche (insgesamt 1) \| 1 \| Red Foley & the Cumberland Valley Boys \| Tennessee Saturday Night[7] Billy Hughes \| - \| \| 26. März 1949 – 3. Juni 1949 10 Wochen (insgesamt 11) \| 11 \| Eddy Arnold & His Tennessee Plowboys \| Don't Rob Another Man's Castle Jenny Lou Carson \| - \| \| 4. Juni 1949 – 10. Juni 1949 1 Woche (insgesamt 1) \| 1 \| Hank Williams with His Drifting Cowboys \| Lovesick Blues[8] Cliff Friend, Irving Mills \| - \| \| 11. Juni 1949 – 17. Juni 1949 1 Woche (insgesamt 12) \| 12 \| Eddy Arnold & His Tennessee Plowboys \| Don't Rob Another Man's Castle Jenny Lou Carson \| - \| \| 18. Juni 1949 – 24. Juni 1949 1 Woche (insgesamt 1) \| 1 \| Eddy Arnold & His Tennessee Plowboys \| One Kiss Too Many[9] Steve Nelson, Ed Nelson, Jr., Eddy Arnold \| - \| \| 25. Juni 1949 – 1. Juli 1949 1 Woche (insgesamt 2) \| 2 \| Hank Williams with His Drifting Cowboys \| Lovesick Blues Cliff Friend, Irving Mills \| - \| \| 2. Juli 1949 – 8. Juli 1949 1 Woche (insgesamt 2) \| 2 \| Eddy Arnold & His Tennessee Plowboys \| One Kiss Too Many Steve Nelson, Ed Nelson, Jr., Eddy Arnold \| - \| \| 9. Juli 1949 – 22. Juli 1949 2 Wochen (insgesamt 4) \| 4 \| Hank Williams with His Drifting Cowboys \| Lovesick Blues Cliff Friend, Irving Mills \| - \| \| 23. Juli 1949 – 29. Juli 1949 1 Woche (insgesamt 3) \| 3 \| Eddy Arnold & His Tennessee Plowboys \| One Kiss Too Many Steve Nelson, Ed Nelson, Jr., Eddy Arnold \| - \| \| 30. Juli 1949 – 5. August 1949 1 Woche (insgesamt 1) \| 1 \| Eddy Arnold & His Tennessee Plowboys \| I'm Throwing Rice (At The Girl That I Love)[10] Steve Nelson, Ed Nelson, Jr., Eddy Arnold \| - \| \| 6. August 1949 – 26. August 1949 3 Wochen (insgesamt 7) \| 7 \| Hank Williams with His Drifting Cowboys \| Lovesick Blues Cliff Friend, Irving Mills \| - \| \| 27. August 1949 – 2. September 1949 1 Woche (insgesamt 2) \| 2 \| Eddy Arnold & His Tennessee Plowboys \| I'm Throwing Rice (At The Girl That I Love) Steve Nelson, Ed Nelson, Jr., Eddy Arnold \| - \| \| 3. September 1949 – 9. September 1949 1 Woche (insgesamt 8) \| 8 \| Hank Williams with His Drifting Cowboys \| Lovesick Blues Cliff Friend, Irving Mills \| - \| \| 10. September 1949 – 16. September 1949 1 Woche (insgesamt 3) \| 3 \| Eddy Arnold & His Tennessee Plowboys \| I'm Throwing Rice (At The Girl That I Love) Steve Nelson, Ed Nelson, Jr., Eddy Arnold \| - \| \| 17. September 1949 – 23. September 1949 1 Woche (insgesamt 9) \| 9 \| Hank Williams with His Drifting Cowboys \| Lovesick Blues Cliff Friend, Irving Mills \| - \| \| 24. September 1949 – 30. September 1949 1 Woche (insgesamt 1) \| 1 \| Ernest Tubb \| Slipping Around[11] Floyd Tillman \| - \| \| 1. Oktober 1949 – 7. Oktober 1949 1 Woche (insgesamt 10/1) \| 10/1 \| Hank Williams with His Drifting Cowboys Wayne Raney \| Lovesick Blues Why Don't You Haul Off and Love Me[12] Cliff Friend, Irving Mills Wayne Raney, Lonnie Glosson \| - \| \| 8. Oktober 1949 – 14. Oktober 1949 1 Woche (insgesamt 1) \| 1 \| Margaret Whiting & Jimmy Wakely with Orchestra \| Slipping Around[13] Floyd Tillman \| - \| \| 15. Oktober 1949 – 28. Oktober 1949 2 Wochen (insgesamt 3) \| 3 \| Wayne Raney \| Why Don't You Haul Off and Love Me Wayne Raney, Lonnie Glosson \| - \| \| 29. Oktober 1949 – 30. Dezember 1949 9 Wochen (insgesamt 10) \| 10 \| Margaret Whiting & Jimmy Wakely with Orchestra \| Slipping Around Floyd Tillman \| - \| |                                               |                                                     | |                           |
| ← 1948 |                                               |                                                     | | → 1950 →                  |
| Zeitraum | Wo. ges.                                      | Interpret                                           | Titel Autor(en)                                                                                          | Zusätzliche Informationen |
| (Zeitraum, Wochen auf Platz eins, Interpret, Titel, Autor[en], zusätzliche Informationen) |                                               |                                                     | |                           |
| 1. Januar 1949 – 7. Januar 1949 1 Woche (insgesamt 5) | 5                                             | Jimmy Wakely                                        | One Has My Name (The Other Has My Heart) Eddie Dean, Hal Blair, Dearest Dan                              | -                         |
| 8. Januar 1949 – 14. Januar 1949 1 Woche (insgesamt 7) | 7                                             | Eddy Arnold & His Tennessee Plowboys                | Just a Little Lovin' (Will Go a Long Way) Eddy Arnold, Zeke Clements                                     | -                         |
| 15. Januar 1949 – 21. Januar 1949 1 Woche (insgesamt 6) | 6                                             | Jimmy Wakely                                        | One Has My Name (The Other Has My Heart) Eddie Dean, Hal Blair, Dearest Dan                              | -                         |
| 22. Januar 1949 – 28. Januar 1949 1 Woche (insgesamt 1) | 1                                             | Jimmy Wakely                                        | I Love You So Much It Hurts Floyd Tillman                                                                | -                         |
| 29. Januar 1949 – 4. Februar 1949 1 Woche (insgesamt 7) | 7                                             | Jimmy Wakely                                        | One Has My Name (The Other Has My Heart) Eddie Dean, Hal Blair, Dearest Dan                              | -                         |
| 5. Februar 1949 – 18. Februar 1949 2 Wochen (insgesamt 3) | 3                                             | Jimmy Wakely                                        | I Love You So Much It Hurts Floyd Tillman                                                                | -                         |
| 19. Februar 1949 – 25. Februar 1949 1 Woche (insgesamt 18) | 18                                            | Eddy Arnold & His Tennessee Plowboys                | Bouquet of Roses Steve Nelson, Bob Hilliard                                                              | -                         |
| 26. Februar 1949 – 4. März 1949 1 Woche (insgesamt 4) | 4                                             | Jimmy Wakely                                        | I Love You So Much It Hurts Floyd Tillman                                                                | -                         |
| 5. März 1949 – 11. März 1949 1 Woche (insgesamt 1) | 1                                             | Eddy Arnold & His Tennessee Plowboys                | Don't Rob Another Man's Castle Jenny Lou Carson                                                          | -                         |
| 12. März 1949 – 18. März 1949 1 Woche (insgesamt 5) | 5                                             | Jimmy Wakely                                        | I Love You So Much It Hurts Floyd Tillman                                                                | -                         |
| 19. März 1949 – 25. März 1949 1 Woche (insgesamt 1) | 1                                             | Red Foley & the Cumberland Valley Boys              | Tennessee Saturday Night Billy Hughes                                                                    | -                         |
| 26. März 1949 – 3. Juni 1949 10 Wochen (insgesamt 11) | 11                                            | Eddy Arnold & His Tennessee Plowboys                | Don't Rob Another Man's Castle Jenny Lou Carson                                                          | -                         |
| 4. Juni 1949 – 10. Juni 1949 1 Woche (insgesamt 1) | 1                                             | Hank Williams with His Drifting Cowboys             | Lovesick Blues Cliff Friend, Irving Mills                                                                | -                         |
| 11. Juni 1949 – 17. Juni 1949 1 Woche (insgesamt 12) | 12                                            | Eddy Arnold & His Tennessee Plowboys                | Don't Rob Another Man's Castle Jenny Lou Carson                                                          | -                         |
| 18. Juni 1949 – 24. Juni 1949 1 Woche (insgesamt 1) | 1                                             | Eddy Arnold & His Tennessee Plowboys                | One Kiss Too Many Steve Nelson, Ed Nelson, Jr., Eddy Arnold                                              | -                         |
| 25. Juni 1949 – 1. Juli 1949 1 Woche (insgesamt 2) | 2                                             | Hank Williams with His Drifting Cowboys             | Lovesick Blues Cliff Friend, Irving Mills                                                                | -                         |
| 2. Juli 1949 – 8. Juli 1949 1 Woche (insgesamt 2) | 2                                             | Eddy Arnold & His Tennessee Plowboys                | One Kiss Too Many Steve Nelson, Ed Nelson, Jr., Eddy Arnold                                              | -                         |
| 9. Juli 1949 – 22. Juli 1949 2 Wochen (insgesamt 4) | 4                                             | Hank Williams with His Drifting Cowboys             | Lovesick Blues Cliff Friend, Irving Mills                                                                | -                         |
| 23. Juli 1949 – 29. Juli 1949 1 Woche (insgesamt 3) | 3                                             | Eddy Arnold & His Tennessee Plowboys                | One Kiss Too Many Steve Nelson, Ed Nelson, Jr., Eddy Arnold                                              | -                         |
| 30. Juli 1949 – 5. August 1949 1 Woche (insgesamt 1) | 1                                             | Eddy Arnold & His Tennessee Plowboys                | I'm Throwing Rice (At The Girl That I Love) Steve Nelson, Ed Nelson, Jr., Eddy Arnold                    | -                         |
| 6. August 1949 – 26. August 1949 3 Wochen (insgesamt 7) | 7                                             | Hank Williams with His Drifting Cowboys             | Lovesick Blues Cliff Friend, Irving Mills                                                                | -                         |
| 27. August 1949 – 2. September 1949 1 Woche (insgesamt 2) | 2                                             | Eddy Arnold & His Tennessee Plowboys                | I'm Throwing Rice (At The Girl That I Love) Steve Nelson, Ed Nelson, Jr., Eddy Arnold                    | -                         |
| 3. September 1949 – 9. September 1949 1 Woche (insgesamt 8) | 8                                             | Hank Williams with His Drifting Cowboys             | Lovesick Blues Cliff Friend, Irving Mills                                                                | -                         |
| 10. September 1949 – 16. September 1949 1 Woche (insgesamt 3) | 3                                             | Eddy Arnold & His Tennessee Plowboys                | I'm Throwing Rice (At The Girl That I Love) Steve Nelson, Ed Nelson, Jr., Eddy Arnold                    | -                         |
| 17. September 1949 – 23. September 1949 1 Woche (insgesamt 9) | 9                                             | Hank Williams with His Drifting Cowboys             | Lovesick Blues Cliff Friend, Irving Mills                                                                | -                         |
| 24. September 1949 – 30. September 1949 1 Woche (insgesamt 1) | 1                                             | Ernest Tubb                                         | Slipping Around Floyd Tillman                                                                            | -                         |
| 1. Oktober 1949 – 7. Oktober 1949 1 Woche (insgesamt 10/1) | 10/1                                          | Hank Williams with His Drifting Cowboys Wayne Raney | Lovesick Blues Why Don't You Haul Off and Love Me Cliff Friend, Irving Mills Wayne Raney, Lonnie Glosson | -                         |
| 8. Oktober 1949 – 14. Oktober 1949 1 Woche (insgesamt 1) | 1                                             | Margaret Whiting & Jimmy Wakely with Orchestra      | Slipping Around Floyd Tillman                                                                            | -                         |
| 15. Oktober 1949 – 28. Oktober 1949 2 Wochen (insgesamt 3) | 3                                             | Wayne Raney                                         | Why Don't You Haul Off and Love Me Wayne Raney, Lonnie Glosson                                           | -                         |
| 29. Oktober 1949 – 30. Dezember 1949 9 Wochen (insgesamt 10) | 10                                            | Margaret Whiting & Jimmy Wakely with Orchestra      | Slipping Around Floyd Tillman                                                                            | -                         |

## Best Selling Retail Folk Records
| ← 1948 ← | Liste der Nummer-eins-Country-Hits in den USA | Liste der Nummer-eins-Country-Hits in den USA  | Liste der Nummer-eins-Country-Hits in den USA                                         | 1950 →                    |
| \| Zeitraum \| Wo. ges. \| Interpret \| Titel Autor(en) \| Zusätzliche Informationen \| \| (Zeitraum, Wochen auf Platz eins, Interpret, Titel, Autor[en], zusätzliche Informationen) \| \| \| \| \| \| ----------------------------------------------------------------------------------------- \| -------- \| ---------------------------------------------- \| ------------------------------------------------------------------------------------- \| ------------------------- \| \| 1. Januar 1949 – 11. Februar 1949 6 Wochen (insgesamt 7) \| 7 \| Jimmy Wakely \| One Has My Name (The Other Has My Heart) Eddie Dean, Hal Blair, Dearest Dan \| - \| \| 12. Februar 1949 – 4. März 1949 3 Wochen (insgesamt 3) \| 3 \| Jimmy Wakely \| I Love You So Much It Hurts Floyd Tillman \| - \| \| 5. März 1949 – 11. März 1949 1 Woche (insgesamt 1) \| 1 \| Eddy Arnold & His Tennessee Plowboys \| Don't Rob Another Man's Castle Jenny Lou Carson \| - \| \| 12. März 1949 – 18. März 1949 1 Woche (insgesamt 4) \| 4 \| Jimmy Wakely \| I Love You So Much It Hurts Floyd Tillman \| - \| \| 19. März 1949 – 1. April 1949 2 Wochen (insgesamt 3) \| 3 \| Eddy Arnold & His Tennessee Plowboys \| Don't Rob Another Man's Castle Jenny Lou Carson \| - \| \| 2. April 1949 – 15. April 1949 2 Wochen (insgesamt 2) \| 2 \| George Morgan \| Candy Kisses[14] George Morgan \| - \| \| 16. April 1949 – 22. April 1949 1 Woche (insgesamt 4) \| 4 \| Eddy Arnold & His Tennessee Plowboys \| Don't Rob Another Man's Castle Jenny Lou Carson \| - \| \| 23. April 1949 – 29. April 1949 1 Woche (insgesamt 3) \| 3 \| George Morgan \| Candy Kisses George Morgan \| - \| \| 30. April 1949 – 6. Mai 1949 1 Woche (insgesamt 5) \| 5 \| Eddy Arnold & His Tennessee Plowboys \| Don't Rob Another Man's Castle Jenny Lou Carson \| - \| \| 17. Juni 1949 – 13. Juni 1949 1 Woche (insgesamt 1) \| 1 \| Hank Williams with His Drifting Cowboys \| Lovesick Blues Cliff Friend, Irving Mills \| - \| \| 14. Juni 1949 – 20. Juni 1949 1 Woche (insgesamt 6) \| 6 \| Eddy Arnold & His Tennessee Plowboys \| Don't Rob Another Man's Castle Jenny Lou Carson \| - \| \| 21. Juni 1949 – 12. August 1949 7 Wochen (insgesamt 13) \| 13 \| Hank Williams with His Drifting Cowboys \| Lovesick Blues Cliff Friend, Irving Mills \| - \| \| 13. August 1949 – 9. September 1949 4 Wochen (insgesamt 4) \| 4 \| Eddy Arnold & His Tennessee Plowboys \| I'm Throwing Rice (At The Girl That I Love) Steve Nelson, Ed Nelson, Jr., Eddy Arnold \| - \| \| 10. September 1949 – 16. September 1949 1 Woche (insgesamt 1) \| 1 \| Wayne Raney \| Why Don't You Haul Off and Love Me Wayne Raney, Lonnie Glosson \| - \| \| 17. September 1949 – 7. Oktober 1949 3 Wochen (insgesamt 16) \| 16 \| Hank Williams with His Drifting Cowboys \| Lovesick Blues Cliff Friend, Irving Mills \| - \| \| 8. Oktober 1949 – 30. Dezember 1949 12 Wochen (insgesamt 12) \| 12 \| Margaret Whiting & Jimmy Wakely with Orchestra \| Slipping Around Floyd Tillman \| - \| |                                               |                                                |                                                                                       |                           |
| ← 1948 |                                               |                                                |                                                                                       | → 1950 →                  |
| Zeitraum | Wo. ges.                                      | Interpret                                      | Titel Autor(en)                                                                       | Zusätzliche Informationen |
| (Zeitraum, Wochen auf Platz eins, Interpret, Titel, Autor[en], zusätzliche Informationen) |                                               |                                                |                                                                                       |                           |
| 1. Januar 1949 – 11. Februar 1949 6 Wochen (insgesamt 7) | 7                                             | Jimmy Wakely                                   | One Has My Name (The Other Has My Heart) Eddie Dean, Hal Blair, Dearest Dan           | -                         |
| 12. Februar 1949 – 4. März 1949 3 Wochen (insgesamt 3) | 3                                             | Jimmy Wakely                                   | I Love You So Much It Hurts Floyd Tillman                                             | -                         |
| 5. März 1949 – 11. März 1949 1 Woche (insgesamt 1) | 1                                             | Eddy Arnold & His Tennessee Plowboys           | Don't Rob Another Man's Castle Jenny Lou Carson                                       | -                         |
| 12. März 1949 – 18. März 1949 1 Woche (insgesamt 4) | 4                                             | Jimmy Wakely                                   | I Love You So Much It Hurts Floyd Tillman                                             | -                         |
| 19. März 1949 – 1. April 1949 2 Wochen (insgesamt 3) | 3                                             | Eddy Arnold & His Tennessee Plowboys           | Don't Rob Another Man's Castle Jenny Lou Carson                                       | -                         |
| 2. April 1949 – 15. April 1949 2 Wochen (insgesamt 2) | 2                                             | George Morgan                                  | Candy Kisses George Morgan                                                            | -                         |
| 16. April 1949 – 22. April 1949 1 Woche (insgesamt 4) | 4                                             | Eddy Arnold & His Tennessee Plowboys           | Don't Rob Another Man's Castle Jenny Lou Carson                                       | -                         |
| 23. April 1949 – 29. April 1949 1 Woche (insgesamt 3) | 3                                             | George Morgan                                  | Candy Kisses George Morgan                                                            | -                         |
| 30. April 1949 – 6. Mai 1949 1 Woche (insgesamt 5) | 5                                             | Eddy Arnold & His Tennessee Plowboys           | Don't Rob Another Man's Castle Jenny Lou Carson                                       | -                         |
| 17. Juni 1949 – 13. Juni 1949 1 Woche (insgesamt 1) | 1                                             | Hank Williams with His Drifting Cowboys        | Lovesick Blues Cliff Friend, Irving Mills                                             | -                         |
| 14. Juni 1949 – 20. Juni 1949 1 Woche (insgesamt 6) | 6                                             | Eddy Arnold & His Tennessee Plowboys           | Don't Rob Another Man's Castle Jenny Lou Carson                                       | -                         |
| 21. Juni 1949 – 12. August 1949 7 Wochen (insgesamt 13) | 13                                            | Hank Williams with His Drifting Cowboys        | Lovesick Blues Cliff Friend, Irving Mills                                             | -                         |
| 13. August 1949 – 9. September 1949 4 Wochen (insgesamt 4) | 4                                             | Eddy Arnold & His Tennessee Plowboys           | I'm Throwing Rice (At The Girl That I Love) Steve Nelson, Ed Nelson, Jr., Eddy Arnold | -                         |
| 10. September 1949 – 16. September 1949 1 Woche (insgesamt 1) | 1                                             | Wayne Raney                                    | Why Don't You Haul Off and Love Me Wayne Raney, Lonnie Glosson                        | -                         |
| 17. September 1949 – 7. Oktober 1949 3 Wochen (insgesamt 16) | 16                                            | Hank Williams with His Drifting Cowboys        | Lovesick Blues Cliff Friend, Irving Mills                                             | -                         |
| 8. Oktober 1949 – 30. Dezember 1949 12 Wochen (insgesamt 12) | 12                                            | Margaret Whiting & Jimmy Wakely with Orchestra | Slipping Around Floyd Tillman                                                         | -                         |

## Country & Western Records Most Played By Folk Disk Jockeys
| ← 1948 ← | Liste der Nummer-eins-Country-Hits in den USA | Liste der Nummer-eins-Country-Hits in den USA | Liste der Nummer-eins-Country-Hits in den USA    | 1950 →                    |
| \| Zeitraum \| Wo. ges. \| Interpret \| Titel Autor(en) \| Zusätzliche Informationen \| \| (Zeitraum, Wochen auf Platz eins, Interpret, Titel, Autor[en], zusätzliche Informationen) \| \| \| \| \| \| ----------------------------------------------------------------------------------------- \| -------- \| -------------------- \| ---------------------------------------------------- \| ------------------------- \| \| 10. Dezember 1949 – 30. Dezember 1949 3 Wochen (insgesamt 3) \| 3 \| Tennessee Ernie Ford \| Mule Train[15] Fred Glickman, Hy Heath, Johnny Lange \| - \| |                                               |                                               |                                                  |                           |
| ← 1948 |                                               |                                               |                                                  | → 1950 →                  |
| Zeitraum | Wo. ges.                                      | Interpret                                     | Titel Autor(en)                                  | Zusätzliche Informationen |
| (Zeitraum, Wochen auf Platz eins, Interpret, Titel, Autor[en], zusätzliche Informationen) |                                               |                                               |                                                  |                           |
| 10. Dezember 1949 – 30. Dezember 1949 3 Wochen (insgesamt 3) | 3                                             | Tennessee Ernie Ford                          | Mule Train Fred Glickman, Hy Heath, Johnny Lange | -                         |